# Aubonne (Vaud)
Aubonne es una comuna y ciudad histórica suiza del cantón de Vaud, situada en el distrito de Morges. Limita al norte con las comunas de Montherod y Saint-Livres, al este con Lavigny, al sureste con Etoy, al sur con Allaman, al suroeste con Féchy, al oeste con Bougy-Villars, Mont-sur-Rolle y Essertines-sur-Rolle, y al noroeste con Gimel.
Hasta el 31 de diciembre de 2007 la comuna fue capital del distrito y del círculo de Aubonne. Desde el 1 de julio de 2011 incluye el territorio de la antigua comuna de Pizy.

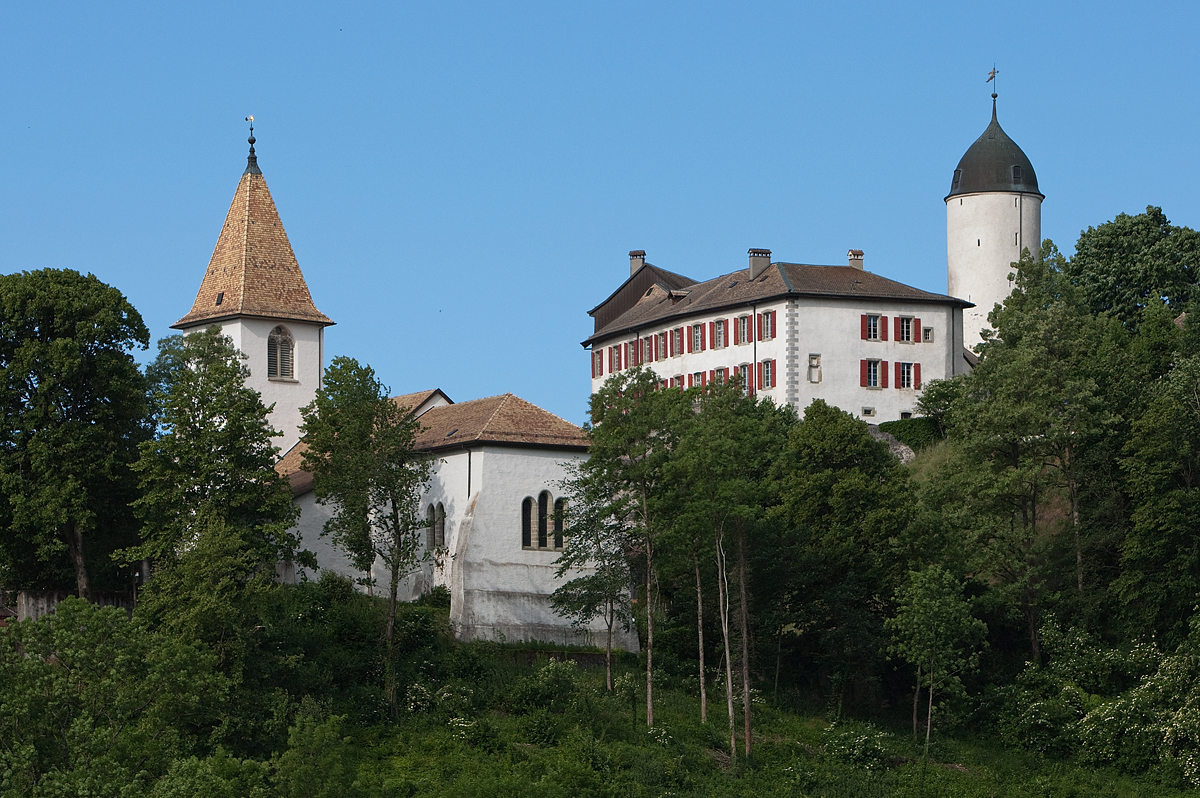
Iglesia y castillo de Aubonne.